# Francesco Guizzi
Francesco Guizzi (Salerno, 28 ottobre 1933 – Roma, 18 settembre 2021) è stato un giurista, magistrato e politico italiano.

## Biografia
Storico del diritto romano, si è laureato in Giurisprudenza nell'Università di Napoli Federico II nel 1956. Ha conseguito la libera docenza nel 1960 ed ha vinto il concorso a cattedra nel 1975.
Nei suoi studi si è occupato principalmente degli assetti istituzionali di Roma antica, e soprattutto delle modifiche dell'assetto dello stato agli inizi del principato: tra essi si ricordano Aspetti giuridici del sacerdozio romano: il sacerdozio di Vesta (Napoli, 1968); Il principato tra "res publica" e potere assoluto (Napoli, 1974); Augusto. La politica della memoria (Roma, 1999); Variazioni sul tardoantico (Napoli, 2011).
È stato professore ordinario di diritto romano nelle Università di Ferrara, Bari, Napoli Federico II, Roma La Sapienza e LUISS.
È stato componente del collegio giudicante nel processo costituzionale - primo e unico nella storia della giustizia italiana - nei confronti dei Ministri Luigi Gui e Mario Tanassi, nonché nei confronti degli altri soggetti imputati, per le vicende di corruzione legate al ben noto scandalo Lockheed, negli anni dal 1977 al 1979. È stato membro del Consiglio Superiore della Magistratura dal 1981 al 1985.
È stato senatore dal 1987 per il Partito Socialista Italiano, dopo quattro anni venne eletto giudice della Corte costituzionale dal Parlamento in seduta comune il 14 novembre 1991 e giurò il 21 novembre 1991; dopo la sua nomina venne sostituito in Senato da Giuseppe Russo.
È stato nominato vicepresidente della Corte l'11 novembre 1999 dal neoeletto presidente Giuliano Vassalli e confermato nel ruolo il 23 febbraio 2000 dal nuovo presidente Cesare Mirabelli. È cessato dalla carica il 21 novembre 2000.
Era sposato ed aveva tre figli. Morì il 18 settembre 2021 all'età di 87 anni.